# Heinrich Harry Deierling
Heinrich Harry Louis Deierling (* 6. August 1894 in Philadelphia; † 21. Juni 1989 in Berlin) war ein deutscher Maler, Lithograf und Bühnenbildner. Sein Vater war Maschinist und Werkzeugmacher. 1900 siedelte sich die deutsche Familie in Berlin an.

## Ausbildung
Von 1908 bis 1911 machte Deierling eine Lithografenlehre in Berlin. In dieser Zeit lernte er den Maler Bruno Krauskopf kennen, mit dem er danach auch befreundet war. Von 1911 bis 1913 bildete er sich an der Abendschule des Berliner Kunstgewerbemuseums und erlernte dort bei Emil Orlik u. a. die Kunst des Holzschnitts. Zeitweise arbeitete Deierling als Theater- und Dekorationsmaler. Mit dem Malern Wilhelm Kohlhoff, Ernst Fritsch und Willy Jaeckel teilte er sich ein Atelier.

## Lebensstationen
Nach seinem Kriegsdienst von 1915 bis 1918 war Deierling von 1919 bis 1933 Mitglied der Berliner Secession, nach 1933 erhielt er Mal- und Ausstellungsverbot und 1937 wurden seine Bilder als entartet eingestuft. Um seinen Lebensunterhalt zu sichern, betrieb er von 1933 bis 1945 einen Brotladen. Bei einem Bombenangriff auf Berlin wurden 1943 rund 600 Gemälde und 1000 Aquarelle und Zeichnungen zerstört. Nach Kriegsende wurde Deierling 1946 Mitglied des Schutzverbandes bildender Künstler.
Zwischen 1949 und 1956 war er Strandkorbverleiher in Berlin-Grünau und nahm auch seine künstlerische Tätigkeit wieder auf. In dieser Zeit erfolgte seine Hinwendung zur abstrakten Malerei.
Ab 1952 war er Mitglied im Verband Bildender Künstler. Von 1957 bis 1960 war er Angestellter im Strandbad Müggelsee und danach bis 1970 Platzmeister auf dem Sportplatz Rahnsdorf. Seit 1971 war Deierling wieder allein als freischaffender Künstler tätig.

## Ausstellungen
- 1914 beteiligte sich Deierling mit vier Gemälden an der Ausstellung der Berliner Juryfreien Kunstschau.
- 1914 folgte eine Gemeinschaftsausstellung unter dem Titel Impression-Expression mit Fritsch, Kohlhoff und Krauskopf im Kunstsalon Angerstein in Berlin-Charlottenburg.
- 1916 Beteiligung an einer Ausstellung der Berliner Freien Secession.
- 1946 Teilnahme an der „Allgemeinen Deutschen Kunstausstellung“ in Dresden
- 1972 Personalausstellung im Club der Kulturschaffenden Johannes R. Becher in Berlin
- 1980 in der „Galerie Berlin“ des Staatlichen Kunsthandels der DDR
- 1981 Gemeinschaftsausstellung mit Fritsch, Kohlhoff und Krauskopf in der Galerie Unter den Linden, Berlin
- 1984 anlässlich seines 90. Geburtstages Ausstellung seiner Aquarelle in der Galerie der Deutschen Bücherstube, Berlin